# Operace CIA v Laosu
Operace CIA v Laosu zahrnují dvacet let tajných operací CIA zaměřených na zakládání, výcvik a podporu paramilitárních jednotek v Laosu, které měly bojovat s komunisty ze Severního Vietnamu a zabránit šíření komunismu do Laosu. Cílem představitelů Spojených států amerických také bylo, aby ve válce ve Vietnamu bojovali spíše Asiaté, než Američané.
CIA v Laosu poskytovala výcvik zejména etniku Hmongů, kteří měli bojovat proti komunistické Lidové osvobozenecké armádě Laosu (Pathet Lao). Operace na podporu těchto partyzánských skupin trvala nepřetržitě třináct let. Zásobování bylo zajištěno společností Air America. Součástí operace byly také propagandistické aktivity, které měly přesvědčit obyvatele Laosu, aby cítili nepřátelství ke komunistickým Vietnamcům. Vedle podpory antikomunistických milicí CIA ve spolupráci s americkým letectvem v letech 1964 až 1973 prováděla v Laosu bombardovací nálety.
Operace byla zastavena v roce 1973 po podpisu Pařížských dohod, které ukončily válku ve Vietnamu.

## Pozadí
Laos byl historicky rozdělen na řadu malých a často soupeřících království. Většinu navíc do poloviny 19. století ovládalo Thajsko. Ve druhé polovině 19. století se místní území dostalo do hledáčku francouzských kolonizátorů, kteří na východním pobřeží regionu (dnešní Vietnam) založili svou kolonii Francouzská Indočína. Laos se pod francouzskou nadvládu dostal v roce 1893. Novodobé administrativní hranice Laosu vytyčili Francouzi bez většího ohledu na historii země. Během druhé světové války byl region obsazen Japonci. Po světové válce vypukla indočínská válka. V roce 1949 bylo vyhlášeno semiautonomní Laoské království v rámci Francouzské unie. V roce 1953 království získalo plnou nezávislost, ale ihned vypukla občanská válka mezi prozápadní vládou a komunistickým hnutím Pathet Lao, přičemž každá ze stran měla v držení část země, což byla obdobná situace jako ve vedlejším Vietnamu. Šlo o zástupnou válku na jedné straně podporovanou Američany a jejich proxy státy (Jižní Vietnam, Thajsko, Filipíny, Tchaj-wan) a na druhé Čínou a Sovětským svazem a jejich proxy státem (Severní Vietnam).

## Historie

### Vzdušná podpora v indočínské válce (1953–1954)
Na začátku padesátých let 20. století CIA v krycí misi odkoupila krachující americkou leteckou společnost Civil Air Transport (CAT) operující na Tchaj-wanu. Tu později přetvořila do letecké společnosti Air America, která tak byla tajně pod kontrolou CIA a stala se zásadním prvkem tajných operací v Laosu. Air America po celou dobu zajišťovala zásobování paramilitárních jednotek i operativců CIA.
V letech 1953 a 1954 byli Američané v regionu přítomni pouze coby zásobovatelé Francouzů v jejich indočínské válce. Společnost Civil Air Transport tajně dopravovala munici a různé technologie Francouzům. Američané takto v letounech Fairchild C-119 Flying Boxcar pod francouzským označením zásobovali hlavně odlehlou základnu v Dien Bien Phu. Po prohře Francouzů v bitvě u Dien Bien Phu (jaro 1954) Američané poskytli krycí letouny Curtiss C-46 Commando k transporu civilistů z oblasti. Po vítězství Viet Minhu v Severním Vietnamu se americká administrativa domnívala, že dle teorie domina se bude komunismus dále šířit jihovýchodní Asií, přičemž upnula svou pozornost na Laos coby stát, kde musí dojít k zastavení tohoto postupu.

### Americké operace v Laosu (1955–1973)
V lednu 1955 Američané otevřeli stálé operační velení ve městě Vientiane. Šlo o operační velení pro logistiku vojenských transportů a misí, které mělo krytí coby americké logistické centrum pro humanitární pomoc. Infrastruktura města, zejména co se týkalo letecké dopravní infrastruktury, však byla nevyhovující a proto Američané investovali do místního rozvoje. Krátce poté zde začala operovat CIA, která sbírala informace o cílech a metodách komunistického hnutí Pathet Lao. Podle dobové zprávy se CIA domnívala, že Pathet Lao preferuje dosáhnout komunistické vlády subverzivními operacemi a propagandou, spíše než otevřeným bojem.
Roku 1958 došlo k eskalaci občanské války, což zintenzivnilo činnost CIA, respektive společnosti Civil Air Transport, která zásobovala prozápadní stranu konfliktu. O rok později (v roce 1959) začaly USA připravovat plán vojenské intervence v Laosu. Američané zahájili operaci Erawan, ve které začali s výcvikem vybraných obyvatel Laosu v nekonvenčním vedení boje. Současně došlo k přejmenování Civil Air Transport na Air America. Laoská vláda si přála uchovat zapojení USA do občanské války v tajnosti. CIA proto zajistila tajnou a nenápadnou přepravu příslušníků Zelených baretů k výcviku zejména etnika Hmongů. V letech 1959 až 1961 takto probíhal tajný projekt Hotfoot.
V polovině roku 1959 Severní Vietnam provedl invazi do Laosu. CIA situaci vyhodnotila tak, že antikomunistické milice ještě nejsou v takovém stavu, aby mohly čelit Pathet Lao a severovietnamské armádě. Ve velení americké armády se začaly objevovat hlasy volající po otevřeném zapojení americké armády do bojů v Laosu. Na druhou stranu se ozývaly hlasy, že takový postup by byl příliš riskantní, protože by mohl vyprovokovat odvetné zapojení Číny. Nicméně prezident Dwight D. Eisenhower i přes varování schválil omezené vojenské operace americké armády. CIA mezitím pracovala na vytváření tzv. tajné armády, kterou tvořili Hmongové pod velením Vang Paa, což byl jediný důstojník z tohoto etnika, který v té době sloužil v královské armádě Laosu. Boje Hmongů v občanské válce v Laosu a jejich nasazení do války ve Vietnamu se označuje termínem tajná válka.

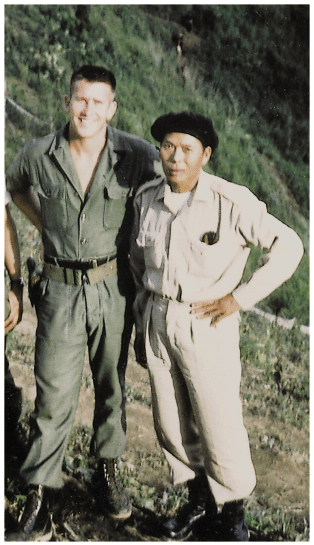
Operativec CIA s příslušníkem etnika Hmongů při výcviku v Laosu (1962)

Od začátku šedesátých let Američané také využívali Laos coby základnu pro své tajné operace ve Vietnamu a po otevřeném vstupu USA do války ve Vietnamu i pro operace v rámci této války. Pod prezidentstvím Johna F. Kennedyho došlo k vyzbrojení prvních stovek vycvičených Hmongů. Nicméně vedle toho se Kennedy pokoušel dosáhnout diplomatické deeskalace konfliktu v Laosu. Kennedy i Chruščov deklarovali, že podporují nezávislý a neutrální Laos.
V červenci 1962 byla v Ženevě podepsána deklarace neutrálního Laosu. CIA v té době odhadovala, že v Laosu bylo přítomno deset tisíc vojáků Severního Vietnamu. Podle dohody se měli stáhnout, stejně jako ostatní zahraniční jednotky. Měla také vzniknout koaliční vláda. USA následně stáhly 600 vojenských poradců a zastavily zásobování prostřednictvím společnosti Air America. Avšak již v roce 1963 bylo zřejmé, že v Laosu zůstalo sedm tisíc severovietnamských vojáků, kteří pokračovali v bojích. CIA proto začala volat po obnovení zásobování Hmongů. Kennedy toto schválil. Do konce roku 1962 čítala tajná armáda Hmongů již dvacet tisíc vyzbrojených mužů. Občanská válka dále eskalovala, přičemž komunisté dobyli další území. USA reagovaly posílením dodávek munice královskému letectvu Laosu. CIA začala s výcvikem kontrarozvědky.
V červnu 1964 americká vláda schválila operaci Triangle, která byla začátkem nasazení amerického letectva v regionu a současně vedla k nasazení nových vojenských poradců. Armáda vedla vzdušné útoky a CIA prováděla pozemní operace, na které dohlížel americký velvyslanec William H. Sullivan. Nicméně s čím dál tím větší rolí americké armády ve válce ve Vietnamu začala armáda zpochybňovat expertízu CIA ohledně vedení bojových operací v Laosu. To vedlo k pnutí a přetahování se o pravomoci mezi oběma složkami. Kvůli rivalitě docházelo k snížení efektivity operací.
Po svém zvolení americký prezident Richard Nixon nařídil přehodnotit aktivity CIA v Laosu. Roku 1971 ještě CIA zorganizovala nasazení pěti tisíc najatých Thajců v Laosu. Nicméně v dubnu 1972 byla CIA donucena se vzdát kontroly nad Air America a ukončit většinu činností. Společnost Air America ukončila v regionu činnost v červnu 1974.